# Novopavlohradske, Sînelnîkove
Novopavlohradske (în ucraineană Новопавлоградське) este un sat în comuna Starovîșnîvețke din raionul Sînelnîkove, regiunea Dnipropetrovsk, Ucraina.

## Demografie
Componența lingvistică a localității Novopavlohradske
     Ucraineană (84%)
     Rusă (16%)
Conform recensământului din 2001, majoritatea populației localității Novopavlohradske era vorbitoare de ucraineană (84%), existând în minoritate și vorbitori de rusă (16%).